# Trilogija 3: Ambasadori loše volje
Trilogija 3: Ambasadori loše volje, treći EP album srpskog rock sastava Riblja čorba. Objavljen je 10. prosinca 2006. u izdanju diskografske kuće M Factory.

## Popis pjesama
Tekstovi: Bora Đorđević. 
| Br. | Skladba          | Skladatelj           | Trajanje |
| --- | ---------------- | -------------------- | -------- |
| 1.  | »Sve i svja«     | Đorđević i Božinović |          |
| 2.  | »Usrana motka«   | Milatović            |          |
| 3.  | »Ljudi ko ljudi« | Đorđević             |          |
| 4.  | »Pad«            | Đorđević             |          |
| 5.  | »Prezir«         | Đorđević             |          |

## Izvođači
| - Bora Đorđević - vokal - Miša Aleksić - bas-gitara - Vidoja Božinović - gitare - Vicko Milatović - bubnjevi - Nikola Zorić - klavijature | - Bilja Krstić - prateći vokal u pjesmi "Prezir" (gost) - Aleksandra Marković - zbor (gost) - Biljana Stresina - zbor (gost) - Marija Novović - zbor (gost) - Radovan Dikanović - zbor (gost) - Aleksandar Radulović - zbor (gost) - Andreja Rackov - zbor (gost) - Uroš Bojanić - zbor (gost) |

### Produkcija
- Oliver Jovanović - ton majstor
- Milan Popović - glazbeni producent
- Miša Aleksić - koproducent
- Dragoslav Gane Pecikoza - izvršni producent
- Jugoslav i Jakša Vlahović - dizajn omota i fotografija

## Vanjske poveznice
- Discogs.com - Riblja Čorba - Trilogija 3: Ambasadori loše volje